# 砂龍屬
砂龍屬（屬名：Ammosaurus）是蜥腳形亞目近蜥龍科恐龍的一個屬，生活於侏羅紀早至中期的北美洲。砂龍的身長約有4米，但與其他蜥腳形亞目恐龍相比，體型較小型。牠可以採取雙足或四足方式行走，而且可能是雜食性動物。

## 命名
砂龍的屬名是由古希臘文的「ammos」與「sauros」而來，意即「砂地蜥蜴」，是指發現化石的砂岩環境。砂龍目前有一有效種，學名是大砂龍（A. major），這樣命名是因砂龍較原先被分類的近蜥龍還大。在1889年，著名美國古生物學家奧塞內爾·查利斯·馬什（Othniel Charles Marsh）創造了這個種名，當時為近蜥龍的第二個種，大近蜥龍（Anchisaurus major）。在1891年，馬什將這種恐龍建立為個別的屬，砂龍屬（Ammosaurus）；而在1892年，馬什根據一個未成年標本（編號YPM 209），新建了一個近蜥龍的種（Ammosaurus solus）。在1932年，弗雷德里克·馮·休尼（Friedrich von Huene）將這個種改歸類於砂龍屬。但目前科學家多認為這種恐龍其實是大砂龍的異名。

## 分类
砂龍與其他恐龍之間的分類、演化關係是非常的不清楚。牠是蜥腳形亞目早期的物種，並與近蜥龍最為相近，有研究指出砂龍其實是近蜥龍的異名。不同的古生物學家認為近蜥龍可能是基礎原蜥腳下目恐龍，或是基礎蜥腳下目恐龍，或是介於原蜥腳類、蜥腳類之間的恐龍。
馬什原先將這些化石命名為大近蜥龍，在兩年後則將牠建立為個別的砂龍屬。然而，近年的一些研究主張砂龍及近蜥龍是同一動物。其他科學家則建議保有這兩個屬，這是根據牠們的骨盆及後肢構造不同，而視牠們為姊妹分類單元。

## 化石發現
砂龍的化石最早發現於美國康乃狄克州的紐瓦克超群中的波特蘭組。在過去，這個地層是有明顯濕潤及乾燥季節變化的大陸環境，地質年代為早侏羅紀的普連斯巴奇階至托阿爾階，距今約為1亿9000万到1亿7600萬年。第一個發現的標本是在砂岩礦場中被發現，這些砂岩是用作建築南曼徹斯特大橋（South Manchester Bridge）。事實上，正模標本（編號YPM 208）是由礦場工人所發現，在1884年10月20日發現。不幸地它只有骨骼的後半部，而前半部的骨骼經已被用作建橋之用。在1969年，這條橋被拆卸，而砂龍的部份化石也被取回，並由約翰·奧斯特倫姆（John Ostrom）復原，列為編號YPM 6282標本。在康乃狄克州也發現三個不完整骨骼，分別來自於不同的年齡層，但卻都是沒有頭顱骨。曾經在北美洲的巴柔階地層發現砂龍的化石，使牠們成為少數存活到侏儸紀中期的原蜥腳類恐龍。

### 康乃狄克州的砂龍
北美洲的其他地方也有發現砂龍屬的化石，但不一定屬於大砂龍。
亞利桑那州的納瓦霍砂岩是與波特蘭組同一時期的地層，當中發現了很多原蜥腳下目的化石，被認為是砂龍。但是，這些化石也有可能是屬於南非的大椎龍。
在加拿大的新斯科舍省，科學家從McCoy Brook地層發掘出原蜥腳下目恐龍，被估計是在早侏羅紀的海塔其階，約為2亿至1亿9700萬年前。這個化石為砂龍的食性提供了線索。下腹發現大量的胃石，可能有協助磨碎植物的功能，以及小型蜥蜴（Clevosaurus）的頭顱骨。這顯示了砂龍是雜食性的動物，主要以植物為食，偶而一些肉類為食物。但是，這些化石沒有被完全描述或重建，而只是暫時地編入砂龍屬。需要更多的研究，才能確實這套假說。